# Regnaut de Roye
Regnault de Roye ou Renaud de Roye (1357 ? - Nikopol (Bulgarie), 25 ou 28 septembre 1396) était un homme de guerre du Moyen Âge français. Chevalier, conseiller et chambellan du roi Charles VI, il vécut au XIVe siècle et mourut à la bataille de Nicopolis contre les Ottomans en 1396.

## Lignée
Il se rattache à la lignée des seigneurs de Roye en Picardie, plus précisément à la branche du Plessier de Roye (ou Plessis-de-Roye), au nord de Compiègne dans le département actuel de l'Oise). Né en 1357 (?), il est en effet le quatrième fils de Matthieu de Roye, dit Le Flament ou Mathieu IV de Roye, seigneur d'Aunoy et du Plessier de Roye, Maître des arbalétriers de France, mort en 1380, et de Jeanne, Dame de Muret et Chérisy. Son frère aîné Jean III de Roye, Seigneur de Muret, Chérisy, & d'Aunois, a été lui aussi chambellan du roi et tué à la bataille de Nicopolis. Regnaut de Roye a épousé Isabelle de Ferrières, morte en 1427, dont il a eu un fils Jean de Roye mort en 1409 sans postérité. 
Il avait le titre de Seigneur de Milly (dans le comté de Clermont-en-Beauvaisis, aujourd'hui Clermont, dans le département de l'Oise), Jonquières (près de Manicamp, entre Clermont et Compiègne ) et Biarre (dans le département de la Somme en région Picardie).

## Un chevalier réputé

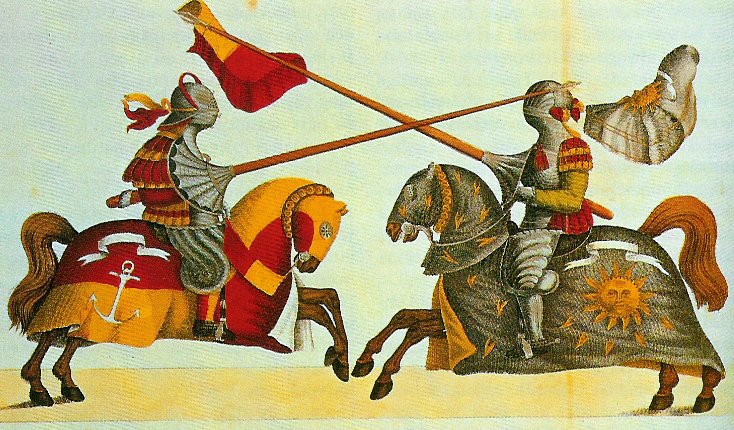
Scène de tournoi

Regnaut de Roye était un proche du maréchal Boucicaut Jean II Le Meingre qu'il accompagna dans les combats contre les Anglais et leurs alliés dans la Guerre de Cent Ans en Flandre et en Castille. 
Il mena avec Boucicaut une vie aventureuse jusqu'en Syrie où il participa à la libération de Philippe d'Artois en pèlerinage en Terre sainte et retenu prisonnier à Damas en 1387 par le sultan d'Égypte. Boucicaut partagea la captivité du comte d'Eu pendant quatre mois alors que Regnaut de Roye était chargé de réunir la rançon qu'il apporta en 1388.
Il s'illustra de nouveau en 1390 dans le tournoi de Saint-Inglevert qui eut lieu près de Calais durant une trêve de la Guerre de cent ans. Au côté de Boucicaut et du chambellan Saimpy, il affronta victorieusement les chevaliers anglais et alliés : « Pendant trente jours, accompagné du célèbre Boucicault et du sire de Sempy, Regnault de Roye joûta contre les chevaliers anglais, et toujours à l'honneur de la chevalerie française; il avait alors trente-trois ans ». Il soutint en particulier brillamment une joute contre John Holland, demi-frère du roi Richard, que raconte Froissart dans ses chroniques et qui écrit que les chevaliers français « vaillamment avoient gardé l'honneur du roi et du royaume».

## Mort

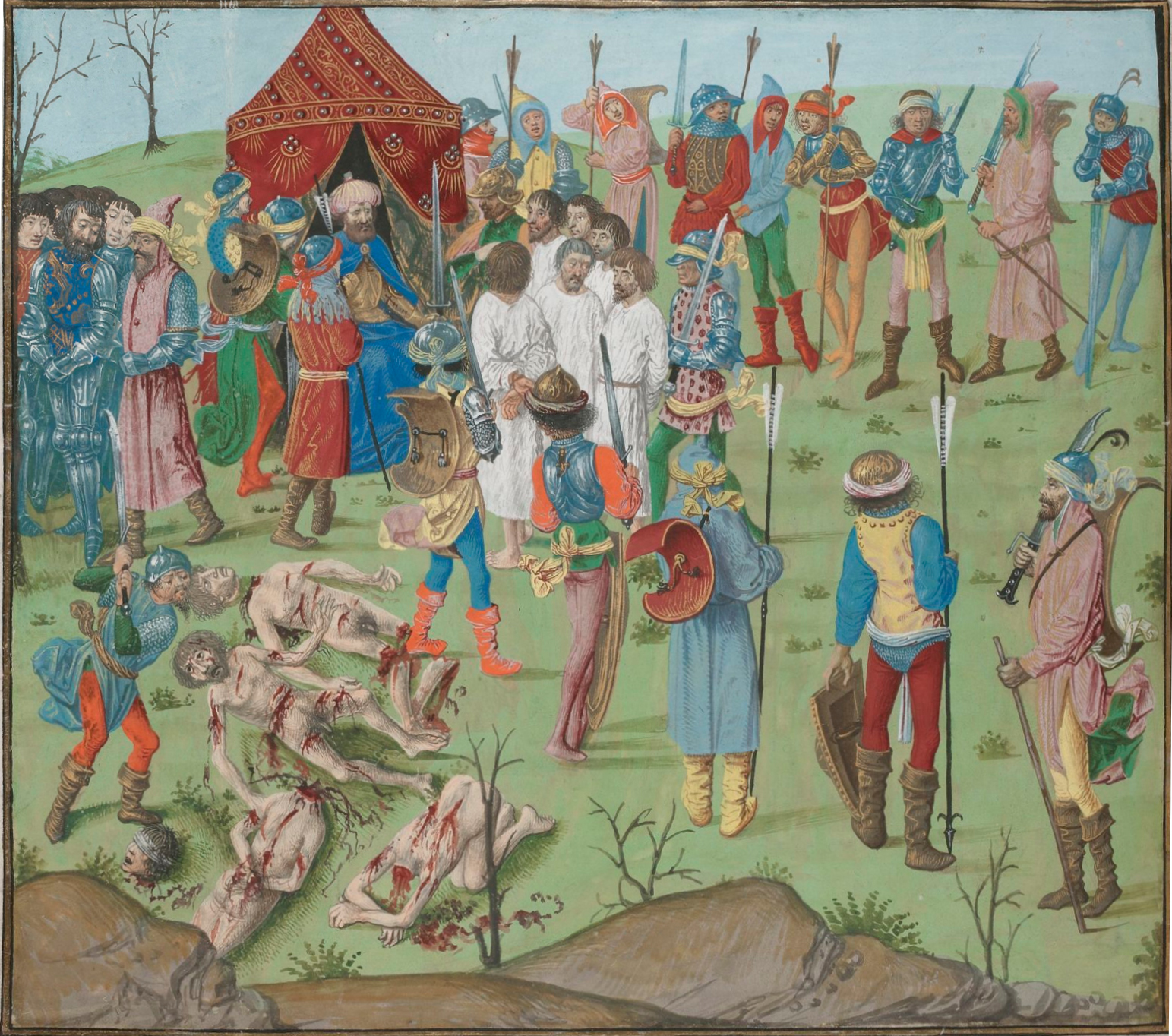
Massacre après la bataille de Nicopolis

Il périt comme deux de ses frères (Jean III de Roye et Raoul de Roye) et la quasi-totalité des chevaliers chrétiens à la bataille de Nicopolis qui se déroula le 25 septembre 1396 en Bulgarie et qui termina par un désastre la croisade contre le sultan ottoman Bayezid Ier (Bajazet en français).